# Anziliya
Anziliya era una ciutat del país dels kashka, al nord-est de Hattusa, no lluny de Tapikka. El rei hitita Subiluliuma I la va conquerir (o reconquerir) abans del 1340 aC probablement sense trobar resistència.
Mursilis II va estar a la zona cap a l'any 1320 aC en la seva tercera campanya (quart any de regnat) però no es diu que va conquerir la ciutat sinó que va conquerir els territoris de la rodalia, el que indicaria que encara es trobava en mans hitites. Muwatallis II la va fortificar circa el 1300 aC i cedida a son germà Hattusilis III, que la va incloure al regne de Hakpis, un territori creat per Muwatallis amb la intenció de contenir les incursions dels kashka.